# Приключенията на мечето Ръкспин
„Приключенията на мечето Ръкспин“ (на английски: The Adventures of Teddy Ruxpin) е американски анимационен сериал на компанията DIC.

## Роли

### Видове същества
- Илиопи
- Осмокраки
- Илипери
- Грънджове
- Елфи
- Троли
- Гутанги

### Персонажи

#### Добри
- Мечето Ръкспин – главен герой
- Гръби – осмокрак, най-добрият приятел на Ръкспин
- Нютон Гимик – учен и изобретател
- Принц Арин – илипер
- Принцеса Арузия – илипер, сестра на принц Арин

#### Лоши
- Туиг – кръстоска между трол и гръндж. Най-голямото му желание е да стане член на ОЧЗ.
- Ел Би (англ.: L.B., съкратено от Lead Bounder, преведено: „главен простак“) – червено, двукрако същество с рог на главата, помощник на Туиг. Поради неизвестни причини не се обръща към господаря си с правилното му име, а го нарича Туиги, Туидъл, Туит и подобни, на което въпросният Туиг много се дразни.
- Куелър (англ.: Quellor, преведено: „потисник“) – главен злодей, председател на ОЧЗ
- Икли Богностраклум (англ.: Ickley Bognostraclum) - пазител на портите на ОЧЗ, характерен с енциклопедичното познаване на регламентите и статутите на организацията и с "евтините" си ласкателства към Върховния злодей Куелър.

## Серии
1. Съкровището на Гръндо
2. Бягство се от Мъдблъпите
3. На гости при Грънджите
4. В Замъка на магьосникът
5. Бягство от Несигурната планина
6. Погледни внимателно
7. Гръби се влюбва
8. Майката на Туийг
9. Грънджите сърфисти
10. Новият член на О.Ч.З
11. Повехналите Измамници
12. Медицинската каруца
13. Туиг се разболява от Туйзъл шарка
14. Будката за лимонада
15. Мината за дъга
16. Обърканото Какво-е-това
17. Приятелски знак
18. Още едно
19. Елфи и горски духчета
20. Завършването на Грундо
21. Двоен Гръби
22. Замъка на Цар Норбък
23. Деня в който Мечо срещна Гръби
24. Тайната на Илиопите
25. Залавянето на Туйг
26. Чичо Гръби
27. Книга за кристалите
28. Мечо и Мъдблъпите
29. Едно на нула за Туйпър /маскирания Туйг/
30. Туйг членува в О.Ч.З.
31. Гъбената гора
32. Нещо в супата
33. Пленени
34. Спасавянето
35. Бягство от О.Ч.З
36. Лийки Лейк /Езерото Лийки/
37. Третия кристал
38. Изплувай за въздух
39. Черната кутия
40. Неоткриваемия град
41. Мореплавателят октопед
42. Туйг и Зеленчучетата
43. Земята на Магьосника
44. Зоопарка Юйнг
45. Голямото бягство
46. Рожденият ден на Мечо Ръкспин
47. Седмица на магьосниците
48. Състезание по въздух и вода
49. Невероятното Гръндо състезание
50. Състезанието до финала
51. Есенно приключение
52. Приспособленията на Гимик и Гизмо
53. Жътварският фестивал
54. Уоли и Снежньото
55. Зимно приключение
56. Въпросникът на Мечо
57. Тънък лед
58. Измъкването /бягството/
59. Музикални критици
60. Маскеният бал в О.Ч.З.
61. Денят на башата
62. Пътешествие до дома
63. На плажа
64. Сватбата на Ел Би
65. Разплетената мистерия

## DVD издание
През февруари 2006 First National Pictures издава за пръв път на DVD за „регион 1“. Има две издания от по 5 епизода, очаква се трето.

## „Приключенията на мечето Ръкспин“ в България
В България сериалът първоначално е излъчен по Първа програма на Българската телевизия през 1980-те години с български дублаж. В него участват Венета Зюмбюлева, Игор Марковски и др.
През 2001 г. се излъчва и по Диема+, където дублажът е записан наново. Ролите се озвучават от Таня Димитрова, Любомир Младенов, Красимир Куцупаров и Илиян Пенев.